# آلاغ‌اردنه
شهرستان آلاغ‌اِردِنه  (به زبان مغولی: Алаг-Эрдэнэ сум، [Alag-Erdene sum]؛ ᠠᠯᠠᠭ ᠡᠷᠳᠡᠨᠢ ᠰᠤᠮᠤ، [alaɣ erdeni sumu]) یک شهرستان (سُوم) در مغولستان است که در استان خوفسگول واقع شده‌است.

## خصوصیات
آلاغ‌اردنه ۷٬۰۳۸ نفر جمعیت دارد، که حدود نیمی از آن، ۳٬۶۹۰ نفر، در شهرک خاتغال، و ۳٬۳۴۸ نفر در سایر مناطق و قصبه‌ها زندگی می‌کنند.

## تقسیمات اداری
شهرستان آلاغ‌اردنه متشکل از ۵ قصبه (باغ) و ۱ شهرک (توسغون) می‌باشد، شامل:
- قصبه‌ها (باغ‌ها)
  - اوجیغ-چاغان‌بِلچیر (مغولی: Ужиг-Цагаан бэлчир баг، [Užig-Cagaan belčir bag]؛ ᠤᠵᠢᠭ - ᠴᠠᠭᠠᠨ ᠪᠡᠯᠴᠢᠷ ᠪᠠᠭ، [ujiɣ - čaɣan belčir baɣ])
  - چاغان‌بورغاس (مغولی: Цагаан бургас баг، [Cagaan ‌burgas bag]؛ ᠴᠠᠭᠠᠨ ᠪᠤᠷᠭᠠᠰᠤ ᠪᠠᠭ، [čaɣan burɣasu baɣ])
  - شوبوت (مغولی: Шувуут баг، [Šuvuut bag]؛ ᠰᠢᠪᠠᠭᠤᠲᠤ ᠪᠠᠭ، [šibaɣutu baɣ])
  - مانخان (مغولی: Манхан баг، [Manxan bag]؛ ᠮᠠᠩᠬᠠᠨ ᠪᠠᠭ، [maŋqan baɣ])
  - یارغیس (مغولی: Яргис баг، [Jargis bag]؛ ᠶᠠᠷᠭᠢᠰ ᠪᠠᠭ، [yarɣis baɣ])
- شهرک (توسغون)
  - خاتغال (مغولی: Хатгал тосгон، [Xatgal tosgon]؛ ᠬᠠᠳᠭᠠᠯ ᠲᠣᠰᠬᠤᠨ، [qadɣal tosqun])